# Merkouri Vaguine

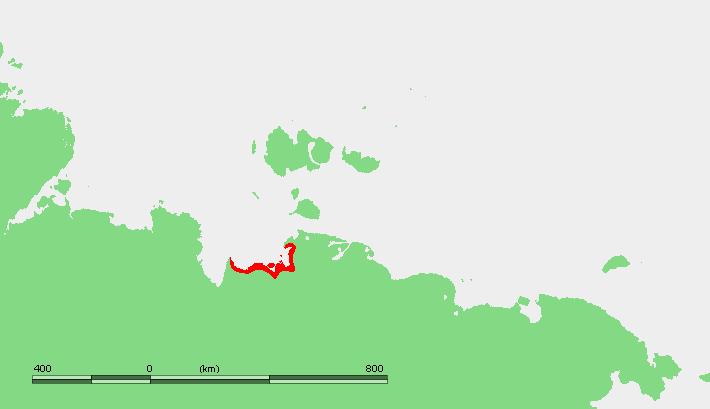
Localisation de la baie de Iana où Merkouri Vaguine fut assassiné

Merkouri (ou Mercure) Vaguine (en russe : Меркурий Вагин), mort en 1712, est un explorateur russe du xviiie siècle.

## Biographie
En 1711, avec Iakov Permiakov (en), ils sont envoyés à la recherche d'une île que Maxime Moukhopliov (Максим Мухоплёв) aurait découverte en 1690 au sud de l'archipel de la Nouvelle-Sibérie. Il s'agit vraisemblablement de l'île Stolbovoï. Les deux hommes partent ainsi de Iakoutsk et se rendent au golfe de Iana à l'embouchure de la Iana. Ils poursuivent ensuite en traineaux (mai 1712) en suivant la côte autour du cap Sviatov et prennent la direction du nord. 
Vaguine et Permiakov découvrent ainsi l'île Bol'shoy-Liakhovskiy, une des îles Liakhov, et aperçoivent une autre terre plus au nord. Mais, par manque de provisions, ils décident de faire demi-tour. 
À l'été 1712, ils organisent une nouvelle expédition mais sont assassinés par les Cosaques qui les accompagnaient.